# Lithobius muticus
Lithobius muticus är en mångfotingart som beskrevs av Carl Ludwig Koch 1847. Lithobius muticus ingår i släktet Lithobius och familjen stenkrypare. Inga underarter finns listade i Catalogue of Life.